# Benjamin Glover Laws
Benjamin Glover Laws (Barnsbury, 6 febbraio 1861 – Barnsbury, 21 settembre 1931) è stato un compositore di scacchi inglese.

## Biografia
Compositore eclettico di un migliaio di problemi diretti in due, tre e più mosse, aiutomatti, e Fairy (eterodossi). Inventò il genere problemistico detto Reflex, un aiutomatto con la condizione aggiuntiva che chi può dare matto (il bianco o il nero) deve farlo.
In molte sue composizioni seguì i dettami della scuola boema, che prevede posizioni di matto pure ed economiche.
Nel 1887 pubblicò il Chess Problem Text Book, considerato il primo libro dedicato interamente alla composizione di problemi di scacchi. L'anno successivo, dopo la morte di Johannes Zukertort, assunse la direzione della rivista Chess Monthly.
Dal 1889 fu direttore per dieci anni della sezione problemi del British Chess Magazine.
Laws fu presidente della British Chess Problem Society (BCP) dal 1918, anno della fondazione, fino alla morte. Rappresentò l'Inghilterra nei primi tre tornei internazionali di soluzione problemi dal 1929 al 1931.
Oltre al già citato Chess Problem Text Book, scrisse diversi altri libri, tra cui:
- Chess problems and how to solve them (Leeds, 1923)
- The artistry of the chess problem (Leeds, 1923)
- The two move chess problem (Londra 1890, altre edizioni nel 1901, 1918, 1922)

Firmò spesso le sue composizioni con vari pseudonimi, tra cui Handley, Rhodes, S. Green e N.R.S. (le ultime lettere dei suoi tre nomi).
Il problemista inglese John Keeble scrisse il libro "An English Bohemian: a tribute to B. G. Laws" (Stroud, 1933), una raccolta di suoi problemi.

## Problemi d'esempio
|   | a | b | c | d | e | f | g | h |   |
| 8 | c8 torre del nero · d8 torre del nero · b7 donna del bianco · f7 pedone del nero · h7 alfiere del bianco · a6 pedone del nero · a5 pedone del nero · f5 cavallo del bianco · c4 re del nero · d3 cavallo del bianco · e3 torre del bianco · a2 alfiere del nero · e2 pedone del nero · a1 alfiere del bianco · e1 re del bianco | c8 torre del nero · d8 torre del nero · b7 donna del bianco · f7 pedone del nero · h7 alfiere del bianco · a6 pedone del nero · a5 pedone del nero · f5 cavallo del bianco · c4 re del nero · d3 cavallo del bianco · e3 torre del bianco · a2 alfiere del nero · e2 pedone del nero · a1 alfiere del bianco · e1 re del bianco | c8 torre del nero · d8 torre del nero · b7 donna del bianco · f7 pedone del nero · h7 alfiere del bianco · a6 pedone del nero · a5 pedone del nero · f5 cavallo del bianco · c4 re del nero · d3 cavallo del bianco · e3 torre del bianco · a2 alfiere del nero · e2 pedone del nero · a1 alfiere del bianco · e1 re del bianco | c8 torre del nero · d8 torre del nero · b7 donna del bianco · f7 pedone del nero · h7 alfiere del bianco · a6 pedone del nero · a5 pedone del nero · f5 cavallo del bianco · c4 re del nero · d3 cavallo del bianco · e3 torre del bianco · a2 alfiere del nero · e2 pedone del nero · a1 alfiere del bianco · e1 re del bianco | c8 torre del nero · d8 torre del nero · b7 donna del bianco · f7 pedone del nero · h7 alfiere del bianco · a6 pedone del nero · a5 pedone del nero · f5 cavallo del bianco · c4 re del nero · d3 cavallo del bianco · e3 torre del bianco · a2 alfiere del nero · e2 pedone del nero · a1 alfiere del bianco · e1 re del bianco | c8 torre del nero · d8 torre del nero · b7 donna del bianco · f7 pedone del nero · h7 alfiere del bianco · a6 pedone del nero · a5 pedone del nero · f5 cavallo del bianco · c4 re del nero · d3 cavallo del bianco · e3 torre del bianco · a2 alfiere del nero · e2 pedone del nero · a1 alfiere del bianco · e1 re del bianco | c8 torre del nero · d8 torre del nero · b7 donna del bianco · f7 pedone del nero · h7 alfiere del bianco · a6 pedone del nero · a5 pedone del nero · f5 cavallo del bianco · c4 re del nero · d3 cavallo del bianco · e3 torre del bianco · a2 alfiere del nero · e2 pedone del nero · a1 alfiere del bianco · e1 re del bianco | c8 torre del nero · d8 torre del nero · b7 donna del bianco · f7 pedone del nero · h7 alfiere del bianco · a6 pedone del nero · a5 pedone del nero · f5 cavallo del bianco · c4 re del nero · d3 cavallo del bianco · e3 torre del bianco · a2 alfiere del nero · e2 pedone del nero · a1 alfiere del bianco · e1 re del bianco | 8 |
| 7 | c8 torre del nero · d8 torre del nero · b7 donna del bianco · f7 pedone del nero · h7 alfiere del bianco · a6 pedone del nero · a5 pedone del nero · f5 cavallo del bianco · c4 re del nero · d3 cavallo del bianco · e3 torre del bianco · a2 alfiere del nero · e2 pedone del nero · a1 alfiere del bianco · e1 re del bianco | c8 torre del nero · d8 torre del nero · b7 donna del bianco · f7 pedone del nero · h7 alfiere del bianco · a6 pedone del nero · a5 pedone del nero · f5 cavallo del bianco · c4 re del nero · d3 cavallo del bianco · e3 torre del bianco · a2 alfiere del nero · e2 pedone del nero · a1 alfiere del bianco · e1 re del bianco | c8 torre del nero · d8 torre del nero · b7 donna del bianco · f7 pedone del nero · h7 alfiere del bianco · a6 pedone del nero · a5 pedone del nero · f5 cavallo del bianco · c4 re del nero · d3 cavallo del bianco · e3 torre del bianco · a2 alfiere del nero · e2 pedone del nero · a1 alfiere del bianco · e1 re del bianco | c8 torre del nero · d8 torre del nero · b7 donna del bianco · f7 pedone del nero · h7 alfiere del bianco · a6 pedone del nero · a5 pedone del nero · f5 cavallo del bianco · c4 re del nero · d3 cavallo del bianco · e3 torre del bianco · a2 alfiere del nero · e2 pedone del nero · a1 alfiere del bianco · e1 re del bianco | c8 torre del nero · d8 torre del nero · b7 donna del bianco · f7 pedone del nero · h7 alfiere del bianco · a6 pedone del nero · a5 pedone del nero · f5 cavallo del bianco · c4 re del nero · d3 cavallo del bianco · e3 torre del bianco · a2 alfiere del nero · e2 pedone del nero · a1 alfiere del bianco · e1 re del bianco | c8 torre del nero · d8 torre del nero · b7 donna del bianco · f7 pedone del nero · h7 alfiere del bianco · a6 pedone del nero · a5 pedone del nero · f5 cavallo del bianco · c4 re del nero · d3 cavallo del bianco · e3 torre del bianco · a2 alfiere del nero · e2 pedone del nero · a1 alfiere del bianco · e1 re del bianco | c8 torre del nero · d8 torre del nero · b7 donna del bianco · f7 pedone del nero · h7 alfiere del bianco · a6 pedone del nero · a5 pedone del nero · f5 cavallo del bianco · c4 re del nero · d3 cavallo del bianco · e3 torre del bianco · a2 alfiere del nero · e2 pedone del nero · a1 alfiere del bianco · e1 re del bianco | c8 torre del nero · d8 torre del nero · b7 donna del bianco · f7 pedone del nero · h7 alfiere del bianco · a6 pedone del nero · a5 pedone del nero · f5 cavallo del bianco · c4 re del nero · d3 cavallo del bianco · e3 torre del bianco · a2 alfiere del nero · e2 pedone del nero · a1 alfiere del bianco · e1 re del bianco | 7 |
| 6 | c8 torre del nero · d8 torre del nero · b7 donna del bianco · f7 pedone del nero · h7 alfiere del bianco · a6 pedone del nero · a5 pedone del nero · f5 cavallo del bianco · c4 re del nero · d3 cavallo del bianco · e3 torre del bianco · a2 alfiere del nero · e2 pedone del nero · a1 alfiere del bianco · e1 re del bianco | c8 torre del nero · d8 torre del nero · b7 donna del bianco · f7 pedone del nero · h7 alfiere del bianco · a6 pedone del nero · a5 pedone del nero · f5 cavallo del bianco · c4 re del nero · d3 cavallo del bianco · e3 torre del bianco · a2 alfiere del nero · e2 pedone del nero · a1 alfiere del bianco · e1 re del bianco | c8 torre del nero · d8 torre del nero · b7 donna del bianco · f7 pedone del nero · h7 alfiere del bianco · a6 pedone del nero · a5 pedone del nero · f5 cavallo del bianco · c4 re del nero · d3 cavallo del bianco · e3 torre del bianco · a2 alfiere del nero · e2 pedone del nero · a1 alfiere del bianco · e1 re del bianco | c8 torre del nero · d8 torre del nero · b7 donna del bianco · f7 pedone del nero · h7 alfiere del bianco · a6 pedone del nero · a5 pedone del nero · f5 cavallo del bianco · c4 re del nero · d3 cavallo del bianco · e3 torre del bianco · a2 alfiere del nero · e2 pedone del nero · a1 alfiere del bianco · e1 re del bianco | c8 torre del nero · d8 torre del nero · b7 donna del bianco · f7 pedone del nero · h7 alfiere del bianco · a6 pedone del nero · a5 pedone del nero · f5 cavallo del bianco · c4 re del nero · d3 cavallo del bianco · e3 torre del bianco · a2 alfiere del nero · e2 pedone del nero · a1 alfiere del bianco · e1 re del bianco | c8 torre del nero · d8 torre del nero · b7 donna del bianco · f7 pedone del nero · h7 alfiere del bianco · a6 pedone del nero · a5 pedone del nero · f5 cavallo del bianco · c4 re del nero · d3 cavallo del bianco · e3 torre del bianco · a2 alfiere del nero · e2 pedone del nero · a1 alfiere del bianco · e1 re del bianco | c8 torre del nero · d8 torre del nero · b7 donna del bianco · f7 pedone del nero · h7 alfiere del bianco · a6 pedone del nero · a5 pedone del nero · f5 cavallo del bianco · c4 re del nero · d3 cavallo del bianco · e3 torre del bianco · a2 alfiere del nero · e2 pedone del nero · a1 alfiere del bianco · e1 re del bianco | c8 torre del nero · d8 torre del nero · b7 donna del bianco · f7 pedone del nero · h7 alfiere del bianco · a6 pedone del nero · a5 pedone del nero · f5 cavallo del bianco · c4 re del nero · d3 cavallo del bianco · e3 torre del bianco · a2 alfiere del nero · e2 pedone del nero · a1 alfiere del bianco · e1 re del bianco | 6 |
| 5 | c8 torre del nero · d8 torre del nero · b7 donna del bianco · f7 pedone del nero · h7 alfiere del bianco · a6 pedone del nero · a5 pedone del nero · f5 cavallo del bianco · c4 re del nero · d3 cavallo del bianco · e3 torre del bianco · a2 alfiere del nero · e2 pedone del nero · a1 alfiere del bianco · e1 re del bianco | c8 torre del nero · d8 torre del nero · b7 donna del bianco · f7 pedone del nero · h7 alfiere del bianco · a6 pedone del nero · a5 pedone del nero · f5 cavallo del bianco · c4 re del nero · d3 cavallo del bianco · e3 torre del bianco · a2 alfiere del nero · e2 pedone del nero · a1 alfiere del bianco · e1 re del bianco | c8 torre del nero · d8 torre del nero · b7 donna del bianco · f7 pedone del nero · h7 alfiere del bianco · a6 pedone del nero · a5 pedone del nero · f5 cavallo del bianco · c4 re del nero · d3 cavallo del bianco · e3 torre del bianco · a2 alfiere del nero · e2 pedone del nero · a1 alfiere del bianco · e1 re del bianco | c8 torre del nero · d8 torre del nero · b7 donna del bianco · f7 pedone del nero · h7 alfiere del bianco · a6 pedone del nero · a5 pedone del nero · f5 cavallo del bianco · c4 re del nero · d3 cavallo del bianco · e3 torre del bianco · a2 alfiere del nero · e2 pedone del nero · a1 alfiere del bianco · e1 re del bianco | c8 torre del nero · d8 torre del nero · b7 donna del bianco · f7 pedone del nero · h7 alfiere del bianco · a6 pedone del nero · a5 pedone del nero · f5 cavallo del bianco · c4 re del nero · d3 cavallo del bianco · e3 torre del bianco · a2 alfiere del nero · e2 pedone del nero · a1 alfiere del bianco · e1 re del bianco | c8 torre del nero · d8 torre del nero · b7 donna del bianco · f7 pedone del nero · h7 alfiere del bianco · a6 pedone del nero · a5 pedone del nero · f5 cavallo del bianco · c4 re del nero · d3 cavallo del bianco · e3 torre del bianco · a2 alfiere del nero · e2 pedone del nero · a1 alfiere del bianco · e1 re del bianco | c8 torre del nero · d8 torre del nero · b7 donna del bianco · f7 pedone del nero · h7 alfiere del bianco · a6 pedone del nero · a5 pedone del nero · f5 cavallo del bianco · c4 re del nero · d3 cavallo del bianco · e3 torre del bianco · a2 alfiere del nero · e2 pedone del nero · a1 alfiere del bianco · e1 re del bianco | c8 torre del nero · d8 torre del nero · b7 donna del bianco · f7 pedone del nero · h7 alfiere del bianco · a6 pedone del nero · a5 pedone del nero · f5 cavallo del bianco · c4 re del nero · d3 cavallo del bianco · e3 torre del bianco · a2 alfiere del nero · e2 pedone del nero · a1 alfiere del bianco · e1 re del bianco | 5 |
| 4 | c8 torre del nero · d8 torre del nero · b7 donna del bianco · f7 pedone del nero · h7 alfiere del bianco · a6 pedone del nero · a5 pedone del nero · f5 cavallo del bianco · c4 re del nero · d3 cavallo del bianco · e3 torre del bianco · a2 alfiere del nero · e2 pedone del nero · a1 alfiere del bianco · e1 re del bianco | c8 torre del nero · d8 torre del nero · b7 donna del bianco · f7 pedone del nero · h7 alfiere del bianco · a6 pedone del nero · a5 pedone del nero · f5 cavallo del bianco · c4 re del nero · d3 cavallo del bianco · e3 torre del bianco · a2 alfiere del nero · e2 pedone del nero · a1 alfiere del bianco · e1 re del bianco | c8 torre del nero · d8 torre del nero · b7 donna del bianco · f7 pedone del nero · h7 alfiere del bianco · a6 pedone del nero · a5 pedone del nero · f5 cavallo del bianco · c4 re del nero · d3 cavallo del bianco · e3 torre del bianco · a2 alfiere del nero · e2 pedone del nero · a1 alfiere del bianco · e1 re del bianco | c8 torre del nero · d8 torre del nero · b7 donna del bianco · f7 pedone del nero · h7 alfiere del bianco · a6 pedone del nero · a5 pedone del nero · f5 cavallo del bianco · c4 re del nero · d3 cavallo del bianco · e3 torre del bianco · a2 alfiere del nero · e2 pedone del nero · a1 alfiere del bianco · e1 re del bianco | c8 torre del nero · d8 torre del nero · b7 donna del bianco · f7 pedone del nero · h7 alfiere del bianco · a6 pedone del nero · a5 pedone del nero · f5 cavallo del bianco · c4 re del nero · d3 cavallo del bianco · e3 torre del bianco · a2 alfiere del nero · e2 pedone del nero · a1 alfiere del bianco · e1 re del bianco | c8 torre del nero · d8 torre del nero · b7 donna del bianco · f7 pedone del nero · h7 alfiere del bianco · a6 pedone del nero · a5 pedone del nero · f5 cavallo del bianco · c4 re del nero · d3 cavallo del bianco · e3 torre del bianco · a2 alfiere del nero · e2 pedone del nero · a1 alfiere del bianco · e1 re del bianco | c8 torre del nero · d8 torre del nero · b7 donna del bianco · f7 pedone del nero · h7 alfiere del bianco · a6 pedone del nero · a5 pedone del nero · f5 cavallo del bianco · c4 re del nero · d3 cavallo del bianco · e3 torre del bianco · a2 alfiere del nero · e2 pedone del nero · a1 alfiere del bianco · e1 re del bianco | c8 torre del nero · d8 torre del nero · b7 donna del bianco · f7 pedone del nero · h7 alfiere del bianco · a6 pedone del nero · a5 pedone del nero · f5 cavallo del bianco · c4 re del nero · d3 cavallo del bianco · e3 torre del bianco · a2 alfiere del nero · e2 pedone del nero · a1 alfiere del bianco · e1 re del bianco | 4 |
| 3 | c8 torre del nero · d8 torre del nero · b7 donna del bianco · f7 pedone del nero · h7 alfiere del bianco · a6 pedone del nero · a5 pedone del nero · f5 cavallo del bianco · c4 re del nero · d3 cavallo del bianco · e3 torre del bianco · a2 alfiere del nero · e2 pedone del nero · a1 alfiere del bianco · e1 re del bianco | c8 torre del nero · d8 torre del nero · b7 donna del bianco · f7 pedone del nero · h7 alfiere del bianco · a6 pedone del nero · a5 pedone del nero · f5 cavallo del bianco · c4 re del nero · d3 cavallo del bianco · e3 torre del bianco · a2 alfiere del nero · e2 pedone del nero · a1 alfiere del bianco · e1 re del bianco | c8 torre del nero · d8 torre del nero · b7 donna del bianco · f7 pedone del nero · h7 alfiere del bianco · a6 pedone del nero · a5 pedone del nero · f5 cavallo del bianco · c4 re del nero · d3 cavallo del bianco · e3 torre del bianco · a2 alfiere del nero · e2 pedone del nero · a1 alfiere del bianco · e1 re del bianco | c8 torre del nero · d8 torre del nero · b7 donna del bianco · f7 pedone del nero · h7 alfiere del bianco · a6 pedone del nero · a5 pedone del nero · f5 cavallo del bianco · c4 re del nero · d3 cavallo del bianco · e3 torre del bianco · a2 alfiere del nero · e2 pedone del nero · a1 alfiere del bianco · e1 re del bianco | c8 torre del nero · d8 torre del nero · b7 donna del bianco · f7 pedone del nero · h7 alfiere del bianco · a6 pedone del nero · a5 pedone del nero · f5 cavallo del bianco · c4 re del nero · d3 cavallo del bianco · e3 torre del bianco · a2 alfiere del nero · e2 pedone del nero · a1 alfiere del bianco · e1 re del bianco | c8 torre del nero · d8 torre del nero · b7 donna del bianco · f7 pedone del nero · h7 alfiere del bianco · a6 pedone del nero · a5 pedone del nero · f5 cavallo del bianco · c4 re del nero · d3 cavallo del bianco · e3 torre del bianco · a2 alfiere del nero · e2 pedone del nero · a1 alfiere del bianco · e1 re del bianco | c8 torre del nero · d8 torre del nero · b7 donna del bianco · f7 pedone del nero · h7 alfiere del bianco · a6 pedone del nero · a5 pedone del nero · f5 cavallo del bianco · c4 re del nero · d3 cavallo del bianco · e3 torre del bianco · a2 alfiere del nero · e2 pedone del nero · a1 alfiere del bianco · e1 re del bianco | c8 torre del nero · d8 torre del nero · b7 donna del bianco · f7 pedone del nero · h7 alfiere del bianco · a6 pedone del nero · a5 pedone del nero · f5 cavallo del bianco · c4 re del nero · d3 cavallo del bianco · e3 torre del bianco · a2 alfiere del nero · e2 pedone del nero · a1 alfiere del bianco · e1 re del bianco | 3 |
| 2 | c8 torre del nero · d8 torre del nero · b7 donna del bianco · f7 pedone del nero · h7 alfiere del bianco · a6 pedone del nero · a5 pedone del nero · f5 cavallo del bianco · c4 re del nero · d3 cavallo del bianco · e3 torre del bianco · a2 alfiere del nero · e2 pedone del nero · a1 alfiere del bianco · e1 re del bianco | c8 torre del nero · d8 torre del nero · b7 donna del bianco · f7 pedone del nero · h7 alfiere del bianco · a6 pedone del nero · a5 pedone del nero · f5 cavallo del bianco · c4 re del nero · d3 cavallo del bianco · e3 torre del bianco · a2 alfiere del nero · e2 pedone del nero · a1 alfiere del bianco · e1 re del bianco | c8 torre del nero · d8 torre del nero · b7 donna del bianco · f7 pedone del nero · h7 alfiere del bianco · a6 pedone del nero · a5 pedone del nero · f5 cavallo del bianco · c4 re del nero · d3 cavallo del bianco · e3 torre del bianco · a2 alfiere del nero · e2 pedone del nero · a1 alfiere del bianco · e1 re del bianco | c8 torre del nero · d8 torre del nero · b7 donna del bianco · f7 pedone del nero · h7 alfiere del bianco · a6 pedone del nero · a5 pedone del nero · f5 cavallo del bianco · c4 re del nero · d3 cavallo del bianco · e3 torre del bianco · a2 alfiere del nero · e2 pedone del nero · a1 alfiere del bianco · e1 re del bianco | c8 torre del nero · d8 torre del nero · b7 donna del bianco · f7 pedone del nero · h7 alfiere del bianco · a6 pedone del nero · a5 pedone del nero · f5 cavallo del bianco · c4 re del nero · d3 cavallo del bianco · e3 torre del bianco · a2 alfiere del nero · e2 pedone del nero · a1 alfiere del bianco · e1 re del bianco | c8 torre del nero · d8 torre del nero · b7 donna del bianco · f7 pedone del nero · h7 alfiere del bianco · a6 pedone del nero · a5 pedone del nero · f5 cavallo del bianco · c4 re del nero · d3 cavallo del bianco · e3 torre del bianco · a2 alfiere del nero · e2 pedone del nero · a1 alfiere del bianco · e1 re del bianco | c8 torre del nero · d8 torre del nero · b7 donna del bianco · f7 pedone del nero · h7 alfiere del bianco · a6 pedone del nero · a5 pedone del nero · f5 cavallo del bianco · c4 re del nero · d3 cavallo del bianco · e3 torre del bianco · a2 alfiere del nero · e2 pedone del nero · a1 alfiere del bianco · e1 re del bianco | c8 torre del nero · d8 torre del nero · b7 donna del bianco · f7 pedone del nero · h7 alfiere del bianco · a6 pedone del nero · a5 pedone del nero · f5 cavallo del bianco · c4 re del nero · d3 cavallo del bianco · e3 torre del bianco · a2 alfiere del nero · e2 pedone del nero · a1 alfiere del bianco · e1 re del bianco | 2 |
| 1 | c8 torre del nero · d8 torre del nero · b7 donna del bianco · f7 pedone del nero · h7 alfiere del bianco · a6 pedone del nero · a5 pedone del nero · f5 cavallo del bianco · c4 re del nero · d3 cavallo del bianco · e3 torre del bianco · a2 alfiere del nero · e2 pedone del nero · a1 alfiere del bianco · e1 re del bianco | c8 torre del nero · d8 torre del nero · b7 donna del bianco · f7 pedone del nero · h7 alfiere del bianco · a6 pedone del nero · a5 pedone del nero · f5 cavallo del bianco · c4 re del nero · d3 cavallo del bianco · e3 torre del bianco · a2 alfiere del nero · e2 pedone del nero · a1 alfiere del bianco · e1 re del bianco | c8 torre del nero · d8 torre del nero · b7 donna del bianco · f7 pedone del nero · h7 alfiere del bianco · a6 pedone del nero · a5 pedone del nero · f5 cavallo del bianco · c4 re del nero · d3 cavallo del bianco · e3 torre del bianco · a2 alfiere del nero · e2 pedone del nero · a1 alfiere del bianco · e1 re del bianco | c8 torre del nero · d8 torre del nero · b7 donna del bianco · f7 pedone del nero · h7 alfiere del bianco · a6 pedone del nero · a5 pedone del nero · f5 cavallo del bianco · c4 re del nero · d3 cavallo del bianco · e3 torre del bianco · a2 alfiere del nero · e2 pedone del nero · a1 alfiere del bianco · e1 re del bianco | c8 torre del nero · d8 torre del nero · b7 donna del bianco · f7 pedone del nero · h7 alfiere del bianco · a6 pedone del nero · a5 pedone del nero · f5 cavallo del bianco · c4 re del nero · d3 cavallo del bianco · e3 torre del bianco · a2 alfiere del nero · e2 pedone del nero · a1 alfiere del bianco · e1 re del bianco | c8 torre del nero · d8 torre del nero · b7 donna del bianco · f7 pedone del nero · h7 alfiere del bianco · a6 pedone del nero · a5 pedone del nero · f5 cavallo del bianco · c4 re del nero · d3 cavallo del bianco · e3 torre del bianco · a2 alfiere del nero · e2 pedone del nero · a1 alfiere del bianco · e1 re del bianco | c8 torre del nero · d8 torre del nero · b7 donna del bianco · f7 pedone del nero · h7 alfiere del bianco · a6 pedone del nero · a5 pedone del nero · f5 cavallo del bianco · c4 re del nero · d3 cavallo del bianco · e3 torre del bianco · a2 alfiere del nero · e2 pedone del nero · a1 alfiere del bianco · e1 re del bianco | c8 torre del nero · d8 torre del nero · b7 donna del bianco · f7 pedone del nero · h7 alfiere del bianco · a6 pedone del nero · a5 pedone del nero · f5 cavallo del bianco · c4 re del nero · d3 cavallo del bianco · e3 torre del bianco · a2 alfiere del nero · e2 pedone del nero · a1 alfiere del bianco · e1 re del bianco | 1 |
|   | a | b | c | d | e | f | g | h |   |

|   | a | b | c | d | e | f | g | h |   |
| 8 | b8 alfiere del bianco · a6 donna del bianco · f6 pedone del nero · g6 pedone del nero · b5 cavallo del bianco · c5 pedone del nero · d5 re del nero · a4 pedone del nero · h4 pedone del bianco · c3 pedone del nero · c2 pedone del bianco · a1 alfiere del nero · b1 cavallo del nero · g1 re del bianco | b8 alfiere del bianco · a6 donna del bianco · f6 pedone del nero · g6 pedone del nero · b5 cavallo del bianco · c5 pedone del nero · d5 re del nero · a4 pedone del nero · h4 pedone del bianco · c3 pedone del nero · c2 pedone del bianco · a1 alfiere del nero · b1 cavallo del nero · g1 re del bianco | b8 alfiere del bianco · a6 donna del bianco · f6 pedone del nero · g6 pedone del nero · b5 cavallo del bianco · c5 pedone del nero · d5 re del nero · a4 pedone del nero · h4 pedone del bianco · c3 pedone del nero · c2 pedone del bianco · a1 alfiere del nero · b1 cavallo del nero · g1 re del bianco | b8 alfiere del bianco · a6 donna del bianco · f6 pedone del nero · g6 pedone del nero · b5 cavallo del bianco · c5 pedone del nero · d5 re del nero · a4 pedone del nero · h4 pedone del bianco · c3 pedone del nero · c2 pedone del bianco · a1 alfiere del nero · b1 cavallo del nero · g1 re del bianco | b8 alfiere del bianco · a6 donna del bianco · f6 pedone del nero · g6 pedone del nero · b5 cavallo del bianco · c5 pedone del nero · d5 re del nero · a4 pedone del nero · h4 pedone del bianco · c3 pedone del nero · c2 pedone del bianco · a1 alfiere del nero · b1 cavallo del nero · g1 re del bianco | b8 alfiere del bianco · a6 donna del bianco · f6 pedone del nero · g6 pedone del nero · b5 cavallo del bianco · c5 pedone del nero · d5 re del nero · a4 pedone del nero · h4 pedone del bianco · c3 pedone del nero · c2 pedone del bianco · a1 alfiere del nero · b1 cavallo del nero · g1 re del bianco | b8 alfiere del bianco · a6 donna del bianco · f6 pedone del nero · g6 pedone del nero · b5 cavallo del bianco · c5 pedone del nero · d5 re del nero · a4 pedone del nero · h4 pedone del bianco · c3 pedone del nero · c2 pedone del bianco · a1 alfiere del nero · b1 cavallo del nero · g1 re del bianco | b8 alfiere del bianco · a6 donna del bianco · f6 pedone del nero · g6 pedone del nero · b5 cavallo del bianco · c5 pedone del nero · d5 re del nero · a4 pedone del nero · h4 pedone del bianco · c3 pedone del nero · c2 pedone del bianco · a1 alfiere del nero · b1 cavallo del nero · g1 re del bianco | 8 |
| 7 | b8 alfiere del bianco · a6 donna del bianco · f6 pedone del nero · g6 pedone del nero · b5 cavallo del bianco · c5 pedone del nero · d5 re del nero · a4 pedone del nero · h4 pedone del bianco · c3 pedone del nero · c2 pedone del bianco · a1 alfiere del nero · b1 cavallo del nero · g1 re del bianco | b8 alfiere del bianco · a6 donna del bianco · f6 pedone del nero · g6 pedone del nero · b5 cavallo del bianco · c5 pedone del nero · d5 re del nero · a4 pedone del nero · h4 pedone del bianco · c3 pedone del nero · c2 pedone del bianco · a1 alfiere del nero · b1 cavallo del nero · g1 re del bianco | b8 alfiere del bianco · a6 donna del bianco · f6 pedone del nero · g6 pedone del nero · b5 cavallo del bianco · c5 pedone del nero · d5 re del nero · a4 pedone del nero · h4 pedone del bianco · c3 pedone del nero · c2 pedone del bianco · a1 alfiere del nero · b1 cavallo del nero · g1 re del bianco | b8 alfiere del bianco · a6 donna del bianco · f6 pedone del nero · g6 pedone del nero · b5 cavallo del bianco · c5 pedone del nero · d5 re del nero · a4 pedone del nero · h4 pedone del bianco · c3 pedone del nero · c2 pedone del bianco · a1 alfiere del nero · b1 cavallo del nero · g1 re del bianco | b8 alfiere del bianco · a6 donna del bianco · f6 pedone del nero · g6 pedone del nero · b5 cavallo del bianco · c5 pedone del nero · d5 re del nero · a4 pedone del nero · h4 pedone del bianco · c3 pedone del nero · c2 pedone del bianco · a1 alfiere del nero · b1 cavallo del nero · g1 re del bianco | b8 alfiere del bianco · a6 donna del bianco · f6 pedone del nero · g6 pedone del nero · b5 cavallo del bianco · c5 pedone del nero · d5 re del nero · a4 pedone del nero · h4 pedone del bianco · c3 pedone del nero · c2 pedone del bianco · a1 alfiere del nero · b1 cavallo del nero · g1 re del bianco | b8 alfiere del bianco · a6 donna del bianco · f6 pedone del nero · g6 pedone del nero · b5 cavallo del bianco · c5 pedone del nero · d5 re del nero · a4 pedone del nero · h4 pedone del bianco · c3 pedone del nero · c2 pedone del bianco · a1 alfiere del nero · b1 cavallo del nero · g1 re del bianco | b8 alfiere del bianco · a6 donna del bianco · f6 pedone del nero · g6 pedone del nero · b5 cavallo del bianco · c5 pedone del nero · d5 re del nero · a4 pedone del nero · h4 pedone del bianco · c3 pedone del nero · c2 pedone del bianco · a1 alfiere del nero · b1 cavallo del nero · g1 re del bianco | 7 |
| 6 | b8 alfiere del bianco · a6 donna del bianco · f6 pedone del nero · g6 pedone del nero · b5 cavallo del bianco · c5 pedone del nero · d5 re del nero · a4 pedone del nero · h4 pedone del bianco · c3 pedone del nero · c2 pedone del bianco · a1 alfiere del nero · b1 cavallo del nero · g1 re del bianco | b8 alfiere del bianco · a6 donna del bianco · f6 pedone del nero · g6 pedone del nero · b5 cavallo del bianco · c5 pedone del nero · d5 re del nero · a4 pedone del nero · h4 pedone del bianco · c3 pedone del nero · c2 pedone del bianco · a1 alfiere del nero · b1 cavallo del nero · g1 re del bianco | b8 alfiere del bianco · a6 donna del bianco · f6 pedone del nero · g6 pedone del nero · b5 cavallo del bianco · c5 pedone del nero · d5 re del nero · a4 pedone del nero · h4 pedone del bianco · c3 pedone del nero · c2 pedone del bianco · a1 alfiere del nero · b1 cavallo del nero · g1 re del bianco | b8 alfiere del bianco · a6 donna del bianco · f6 pedone del nero · g6 pedone del nero · b5 cavallo del bianco · c5 pedone del nero · d5 re del nero · a4 pedone del nero · h4 pedone del bianco · c3 pedone del nero · c2 pedone del bianco · a1 alfiere del nero · b1 cavallo del nero · g1 re del bianco | b8 alfiere del bianco · a6 donna del bianco · f6 pedone del nero · g6 pedone del nero · b5 cavallo del bianco · c5 pedone del nero · d5 re del nero · a4 pedone del nero · h4 pedone del bianco · c3 pedone del nero · c2 pedone del bianco · a1 alfiere del nero · b1 cavallo del nero · g1 re del bianco | b8 alfiere del bianco · a6 donna del bianco · f6 pedone del nero · g6 pedone del nero · b5 cavallo del bianco · c5 pedone del nero · d5 re del nero · a4 pedone del nero · h4 pedone del bianco · c3 pedone del nero · c2 pedone del bianco · a1 alfiere del nero · b1 cavallo del nero · g1 re del bianco | b8 alfiere del bianco · a6 donna del bianco · f6 pedone del nero · g6 pedone del nero · b5 cavallo del bianco · c5 pedone del nero · d5 re del nero · a4 pedone del nero · h4 pedone del bianco · c3 pedone del nero · c2 pedone del bianco · a1 alfiere del nero · b1 cavallo del nero · g1 re del bianco | b8 alfiere del bianco · a6 donna del bianco · f6 pedone del nero · g6 pedone del nero · b5 cavallo del bianco · c5 pedone del nero · d5 re del nero · a4 pedone del nero · h4 pedone del bianco · c3 pedone del nero · c2 pedone del bianco · a1 alfiere del nero · b1 cavallo del nero · g1 re del bianco | 6 |
| 5 | b8 alfiere del bianco · a6 donna del bianco · f6 pedone del nero · g6 pedone del nero · b5 cavallo del bianco · c5 pedone del nero · d5 re del nero · a4 pedone del nero · h4 pedone del bianco · c3 pedone del nero · c2 pedone del bianco · a1 alfiere del nero · b1 cavallo del nero · g1 re del bianco | b8 alfiere del bianco · a6 donna del bianco · f6 pedone del nero · g6 pedone del nero · b5 cavallo del bianco · c5 pedone del nero · d5 re del nero · a4 pedone del nero · h4 pedone del bianco · c3 pedone del nero · c2 pedone del bianco · a1 alfiere del nero · b1 cavallo del nero · g1 re del bianco | b8 alfiere del bianco · a6 donna del bianco · f6 pedone del nero · g6 pedone del nero · b5 cavallo del bianco · c5 pedone del nero · d5 re del nero · a4 pedone del nero · h4 pedone del bianco · c3 pedone del nero · c2 pedone del bianco · a1 alfiere del nero · b1 cavallo del nero · g1 re del bianco | b8 alfiere del bianco · a6 donna del bianco · f6 pedone del nero · g6 pedone del nero · b5 cavallo del bianco · c5 pedone del nero · d5 re del nero · a4 pedone del nero · h4 pedone del bianco · c3 pedone del nero · c2 pedone del bianco · a1 alfiere del nero · b1 cavallo del nero · g1 re del bianco | b8 alfiere del bianco · a6 donna del bianco · f6 pedone del nero · g6 pedone del nero · b5 cavallo del bianco · c5 pedone del nero · d5 re del nero · a4 pedone del nero · h4 pedone del bianco · c3 pedone del nero · c2 pedone del bianco · a1 alfiere del nero · b1 cavallo del nero · g1 re del bianco | b8 alfiere del bianco · a6 donna del bianco · f6 pedone del nero · g6 pedone del nero · b5 cavallo del bianco · c5 pedone del nero · d5 re del nero · a4 pedone del nero · h4 pedone del bianco · c3 pedone del nero · c2 pedone del bianco · a1 alfiere del nero · b1 cavallo del nero · g1 re del bianco | b8 alfiere del bianco · a6 donna del bianco · f6 pedone del nero · g6 pedone del nero · b5 cavallo del bianco · c5 pedone del nero · d5 re del nero · a4 pedone del nero · h4 pedone del bianco · c3 pedone del nero · c2 pedone del bianco · a1 alfiere del nero · b1 cavallo del nero · g1 re del bianco | b8 alfiere del bianco · a6 donna del bianco · f6 pedone del nero · g6 pedone del nero · b5 cavallo del bianco · c5 pedone del nero · d5 re del nero · a4 pedone del nero · h4 pedone del bianco · c3 pedone del nero · c2 pedone del bianco · a1 alfiere del nero · b1 cavallo del nero · g1 re del bianco | 5 |
| 4 | b8 alfiere del bianco · a6 donna del bianco · f6 pedone del nero · g6 pedone del nero · b5 cavallo del bianco · c5 pedone del nero · d5 re del nero · a4 pedone del nero · h4 pedone del bianco · c3 pedone del nero · c2 pedone del bianco · a1 alfiere del nero · b1 cavallo del nero · g1 re del bianco | b8 alfiere del bianco · a6 donna del bianco · f6 pedone del nero · g6 pedone del nero · b5 cavallo del bianco · c5 pedone del nero · d5 re del nero · a4 pedone del nero · h4 pedone del bianco · c3 pedone del nero · c2 pedone del bianco · a1 alfiere del nero · b1 cavallo del nero · g1 re del bianco | b8 alfiere del bianco · a6 donna del bianco · f6 pedone del nero · g6 pedone del nero · b5 cavallo del bianco · c5 pedone del nero · d5 re del nero · a4 pedone del nero · h4 pedone del bianco · c3 pedone del nero · c2 pedone del bianco · a1 alfiere del nero · b1 cavallo del nero · g1 re del bianco | b8 alfiere del bianco · a6 donna del bianco · f6 pedone del nero · g6 pedone del nero · b5 cavallo del bianco · c5 pedone del nero · d5 re del nero · a4 pedone del nero · h4 pedone del bianco · c3 pedone del nero · c2 pedone del bianco · a1 alfiere del nero · b1 cavallo del nero · g1 re del bianco | b8 alfiere del bianco · a6 donna del bianco · f6 pedone del nero · g6 pedone del nero · b5 cavallo del bianco · c5 pedone del nero · d5 re del nero · a4 pedone del nero · h4 pedone del bianco · c3 pedone del nero · c2 pedone del bianco · a1 alfiere del nero · b1 cavallo del nero · g1 re del bianco | b8 alfiere del bianco · a6 donna del bianco · f6 pedone del nero · g6 pedone del nero · b5 cavallo del bianco · c5 pedone del nero · d5 re del nero · a4 pedone del nero · h4 pedone del bianco · c3 pedone del nero · c2 pedone del bianco · a1 alfiere del nero · b1 cavallo del nero · g1 re del bianco | b8 alfiere del bianco · a6 donna del bianco · f6 pedone del nero · g6 pedone del nero · b5 cavallo del bianco · c5 pedone del nero · d5 re del nero · a4 pedone del nero · h4 pedone del bianco · c3 pedone del nero · c2 pedone del bianco · a1 alfiere del nero · b1 cavallo del nero · g1 re del bianco | b8 alfiere del bianco · a6 donna del bianco · f6 pedone del nero · g6 pedone del nero · b5 cavallo del bianco · c5 pedone del nero · d5 re del nero · a4 pedone del nero · h4 pedone del bianco · c3 pedone del nero · c2 pedone del bianco · a1 alfiere del nero · b1 cavallo del nero · g1 re del bianco | 4 |
| 3 | b8 alfiere del bianco · a6 donna del bianco · f6 pedone del nero · g6 pedone del nero · b5 cavallo del bianco · c5 pedone del nero · d5 re del nero · a4 pedone del nero · h4 pedone del bianco · c3 pedone del nero · c2 pedone del bianco · a1 alfiere del nero · b1 cavallo del nero · g1 re del bianco | b8 alfiere del bianco · a6 donna del bianco · f6 pedone del nero · g6 pedone del nero · b5 cavallo del bianco · c5 pedone del nero · d5 re del nero · a4 pedone del nero · h4 pedone del bianco · c3 pedone del nero · c2 pedone del bianco · a1 alfiere del nero · b1 cavallo del nero · g1 re del bianco | b8 alfiere del bianco · a6 donna del bianco · f6 pedone del nero · g6 pedone del nero · b5 cavallo del bianco · c5 pedone del nero · d5 re del nero · a4 pedone del nero · h4 pedone del bianco · c3 pedone del nero · c2 pedone del bianco · a1 alfiere del nero · b1 cavallo del nero · g1 re del bianco | b8 alfiere del bianco · a6 donna del bianco · f6 pedone del nero · g6 pedone del nero · b5 cavallo del bianco · c5 pedone del nero · d5 re del nero · a4 pedone del nero · h4 pedone del bianco · c3 pedone del nero · c2 pedone del bianco · a1 alfiere del nero · b1 cavallo del nero · g1 re del bianco | b8 alfiere del bianco · a6 donna del bianco · f6 pedone del nero · g6 pedone del nero · b5 cavallo del bianco · c5 pedone del nero · d5 re del nero · a4 pedone del nero · h4 pedone del bianco · c3 pedone del nero · c2 pedone del bianco · a1 alfiere del nero · b1 cavallo del nero · g1 re del bianco | b8 alfiere del bianco · a6 donna del bianco · f6 pedone del nero · g6 pedone del nero · b5 cavallo del bianco · c5 pedone del nero · d5 re del nero · a4 pedone del nero · h4 pedone del bianco · c3 pedone del nero · c2 pedone del bianco · a1 alfiere del nero · b1 cavallo del nero · g1 re del bianco | b8 alfiere del bianco · a6 donna del bianco · f6 pedone del nero · g6 pedone del nero · b5 cavallo del bianco · c5 pedone del nero · d5 re del nero · a4 pedone del nero · h4 pedone del bianco · c3 pedone del nero · c2 pedone del bianco · a1 alfiere del nero · b1 cavallo del nero · g1 re del bianco | b8 alfiere del bianco · a6 donna del bianco · f6 pedone del nero · g6 pedone del nero · b5 cavallo del bianco · c5 pedone del nero · d5 re del nero · a4 pedone del nero · h4 pedone del bianco · c3 pedone del nero · c2 pedone del bianco · a1 alfiere del nero · b1 cavallo del nero · g1 re del bianco | 3 |
| 2 | b8 alfiere del bianco · a6 donna del bianco · f6 pedone del nero · g6 pedone del nero · b5 cavallo del bianco · c5 pedone del nero · d5 re del nero · a4 pedone del nero · h4 pedone del bianco · c3 pedone del nero · c2 pedone del bianco · a1 alfiere del nero · b1 cavallo del nero · g1 re del bianco | b8 alfiere del bianco · a6 donna del bianco · f6 pedone del nero · g6 pedone del nero · b5 cavallo del bianco · c5 pedone del nero · d5 re del nero · a4 pedone del nero · h4 pedone del bianco · c3 pedone del nero · c2 pedone del bianco · a1 alfiere del nero · b1 cavallo del nero · g1 re del bianco | b8 alfiere del bianco · a6 donna del bianco · f6 pedone del nero · g6 pedone del nero · b5 cavallo del bianco · c5 pedone del nero · d5 re del nero · a4 pedone del nero · h4 pedone del bianco · c3 pedone del nero · c2 pedone del bianco · a1 alfiere del nero · b1 cavallo del nero · g1 re del bianco | b8 alfiere del bianco · a6 donna del bianco · f6 pedone del nero · g6 pedone del nero · b5 cavallo del bianco · c5 pedone del nero · d5 re del nero · a4 pedone del nero · h4 pedone del bianco · c3 pedone del nero · c2 pedone del bianco · a1 alfiere del nero · b1 cavallo del nero · g1 re del bianco | b8 alfiere del bianco · a6 donna del bianco · f6 pedone del nero · g6 pedone del nero · b5 cavallo del bianco · c5 pedone del nero · d5 re del nero · a4 pedone del nero · h4 pedone del bianco · c3 pedone del nero · c2 pedone del bianco · a1 alfiere del nero · b1 cavallo del nero · g1 re del bianco | b8 alfiere del bianco · a6 donna del bianco · f6 pedone del nero · g6 pedone del nero · b5 cavallo del bianco · c5 pedone del nero · d5 re del nero · a4 pedone del nero · h4 pedone del bianco · c3 pedone del nero · c2 pedone del bianco · a1 alfiere del nero · b1 cavallo del nero · g1 re del bianco | b8 alfiere del bianco · a6 donna del bianco · f6 pedone del nero · g6 pedone del nero · b5 cavallo del bianco · c5 pedone del nero · d5 re del nero · a4 pedone del nero · h4 pedone del bianco · c3 pedone del nero · c2 pedone del bianco · a1 alfiere del nero · b1 cavallo del nero · g1 re del bianco | b8 alfiere del bianco · a6 donna del bianco · f6 pedone del nero · g6 pedone del nero · b5 cavallo del bianco · c5 pedone del nero · d5 re del nero · a4 pedone del nero · h4 pedone del bianco · c3 pedone del nero · c2 pedone del bianco · a1 alfiere del nero · b1 cavallo del nero · g1 re del bianco | 2 |
| 1 | b8 alfiere del bianco · a6 donna del bianco · f6 pedone del nero · g6 pedone del nero · b5 cavallo del bianco · c5 pedone del nero · d5 re del nero · a4 pedone del nero · h4 pedone del bianco · c3 pedone del nero · c2 pedone del bianco · a1 alfiere del nero · b1 cavallo del nero · g1 re del bianco | b8 alfiere del bianco · a6 donna del bianco · f6 pedone del nero · g6 pedone del nero · b5 cavallo del bianco · c5 pedone del nero · d5 re del nero · a4 pedone del nero · h4 pedone del bianco · c3 pedone del nero · c2 pedone del bianco · a1 alfiere del nero · b1 cavallo del nero · g1 re del bianco | b8 alfiere del bianco · a6 donna del bianco · f6 pedone del nero · g6 pedone del nero · b5 cavallo del bianco · c5 pedone del nero · d5 re del nero · a4 pedone del nero · h4 pedone del bianco · c3 pedone del nero · c2 pedone del bianco · a1 alfiere del nero · b1 cavallo del nero · g1 re del bianco | b8 alfiere del bianco · a6 donna del bianco · f6 pedone del nero · g6 pedone del nero · b5 cavallo del bianco · c5 pedone del nero · d5 re del nero · a4 pedone del nero · h4 pedone del bianco · c3 pedone del nero · c2 pedone del bianco · a1 alfiere del nero · b1 cavallo del nero · g1 re del bianco | b8 alfiere del bianco · a6 donna del bianco · f6 pedone del nero · g6 pedone del nero · b5 cavallo del bianco · c5 pedone del nero · d5 re del nero · a4 pedone del nero · h4 pedone del bianco · c3 pedone del nero · c2 pedone del bianco · a1 alfiere del nero · b1 cavallo del nero · g1 re del bianco | b8 alfiere del bianco · a6 donna del bianco · f6 pedone del nero · g6 pedone del nero · b5 cavallo del bianco · c5 pedone del nero · d5 re del nero · a4 pedone del nero · h4 pedone del bianco · c3 pedone del nero · c2 pedone del bianco · a1 alfiere del nero · b1 cavallo del nero · g1 re del bianco | b8 alfiere del bianco · a6 donna del bianco · f6 pedone del nero · g6 pedone del nero · b5 cavallo del bianco · c5 pedone del nero · d5 re del nero · a4 pedone del nero · h4 pedone del bianco · c3 pedone del nero · c2 pedone del bianco · a1 alfiere del nero · b1 cavallo del nero · g1 re del bianco | b8 alfiere del bianco · a6 donna del bianco · f6 pedone del nero · g6 pedone del nero · b5 cavallo del bianco · c5 pedone del nero · d5 re del nero · a4 pedone del nero · h4 pedone del bianco · c3 pedone del nero · c2 pedone del bianco · a1 alfiere del nero · b1 cavallo del nero · g1 re del bianco | 1 |
|   | a | b | c | d | e | f | g | h |   |

Soluzione:
Chiave: 1. Ah2 !  (min. 2. Cc7+ Rd4 3. Dd3#)

1... c4 2. Db7+ Rc5 3. Ad6#  (2...Re6 3. Cd4#)

1... Re4 2. Cxc3+ Axc3 3. Dd3#